# Synergist (Pharmakologie)
Als Synergist (von griechisch συνεργεῖν synergeín ‚zusammenarbeiten‘) bezeichnet man in der Pharmakologie Wirkstoffe, die sich in ihrer Wirkung gegenseitig verstärken. Dies kann sowohl erwünschte als auch unerwünschte (Nebenwirkungen) Effekte betreffen. Dabei unterscheidet man
- Synergisten mit additiver Wirkung, bei denen die Wirkung der Summe der Einzelwirkungen entspricht, und
- Synergisten mit überadditiver Wirkung, bei denen die Gesamtwirkung beider Stoffe stärker ist als eine Summation (Potenzierung).[1]

Im anglo-amerikanischen Sprachraum wird dagegen meist nur die überadditive Form als Synergismus verstanden, während reine Summationseffekte als „additive effect“ bezeichnet werden. Stoffe, welche die Wirkung eines Arzneistoffs verringern, nennt man Antagonisten.

## Mechanismen
Folgende Mechanismen können an der Entstehung synergistischer Effekte beteiligt sein:
- Verbesserung der Resorption oder Bioverfügbarkeit (Bioenhancer; beispielsweise senkt Loperamid die Motilität des Dünndarms und erhöht damit die Aufnahme vieler im Dünndarm absorbierter Wirkstoffe)[3]
- Verdrängung der Bindung an Plasmaproteine, wodurch der nichtgebundene und damit eigentlich wirksame Anteil des Wirkstoffs erhöht wird[4]
- Bindung an gleiche Rezeptoren (beispielsweise zwei ACE-Hemmer)
- Wirkung auf ein gleiches System, aber an unterschiedlichen Angriffspunkten (beispielsweise zwei unterschiedliche Antibiotika wie ein Penicillin und ein Aminoglykosid: Penicilline schädigen die Zellwand von grampositiven Bakterien und verbessern die Penetration des Aminoglykosids)[5]
- Verhinderung oder Verzögerung des Abbaus im Körper (beispielsweise hemmt das Antibiotikum Ciprofloxacin den Metabolismus von Theophyllin)[6]
- Verzögerung der Ausscheidung (beispielsweise verzögert Probenecid die tubuläre Sekretion von Penicillinen in der Niere und verlängert so ihre Wirkung)[6]